# Гатилов, Геннадий Михайлович
Генна́дий Миха́йлович Гати́лов (род. 25 августа 1950) — российский дипломат. Чрезвычайный и полномочный посол (2010).

## Биография
Окончил МГИМО МИД СССР (1972). На дипломатической работе с 1972 года.
- В 1972—1977 годах — атташе, третий секретарь Посольства СССР в Египте.
- В 1977—1980 годах — третий секретарь Отдела международных организаций МИД СССР.
- В 1980—1984 годах — второй секретарь, первый секретарь Посольства СССР в Иордании.
- В 1984—1992 годах — первый секретарь, советник, эксперт, начальник отдела Управления международных организаций МИД СССР (с 1991 — России).
- В 1992—1997 годах — советник, заведующий политической референтурой Постоянного представительства России при ООН.
- В 1997—1999 годах — заместитель директора Департамента международных организаций МИД России.
- В 1999—2004 годах — первый заместитель постоянного представителя России при ООН.
- С марта по июль 2004 года — исполняющий обязанности постоянного представителя России при ООН.
- В 2004—2008 годах — старший советник канцелярии генерального секретаря ООН.
- С апреля 2008 по январь 2011 года — директор Департамента международных организаций МИД России.
- С 24 января 2011 по 31 января 2018 года — заместитель министра иностранных дел России[1][2].
- С 31 января 2018 года — постоянный представитель Российской Федерации при Отделении ООН и других международных организациях в Женеве и постоянный представитель при Конференции по разоружению в Женеве по совместительству[3].

## Семья
Женат, имеет дочь.

## Награды
- Орден Дружбы (19 октября 2009) — За большой вклад в реализацию внешнеполитического курса Российской Федерации, многолетнюю безупречную службу[4].
- Почётная грамота президента Российской Федерации (2 февраля 2009) — За заслуги в реализации внешнеполитического курса Российской Федерации, многолетнюю безупречную дипломатическую службу[5].
- Благодарность президента Российской Федерации (19 июня 2013) — за вклад в реализацию внешнеполитического курса Российской Федерации[6].
- Орден Почёта (29 сентября 2014) — за большой вклад в реализацию внешнеполитического курса Российской Федерации и многолетнюю добросовестную работу[7].
- Орден «За заслуги перед Отечеством» IV степени (20 июля 2020) — за большой вклад в реализацию внешнеполитического курса Российской Федерации и многолетнюю дипломатическую службу[8].

## Дипломатический ранг
- Чрезвычайный и полномочный посланник 2 класса (20 февраля 1999)[9].
- Чрезвычайный и полномочный посланник 1 класса (18 июня 2002)[10].
- Чрезвычайный и полномочный посол (12 июля 2010)[11].